# Marbæk Plantage
Marbæk plantage er en plantage som ligger nord for Hjerting, en del af Esbjerg. Marbæk er kendt for dens skove, søer og strande.[kilde mangler]
|  | Denne artikel om lokaliteten Marbæk Plantage kan blive bedre, hvis der indsættes et (bedre) billede. Du kan hjælpe ved at afsøge Wikimedia Commons for et passende billede eller lægge et op på Wikimedia Commons med en af de tilladte licenser og indsætte det i artiklen. |

55°33′54″N 8°19′08″Ø / 55.565°N 8.319°Ø